# Jamie Russell
Pour les articles homonymes, voir Russell.
James Craig « Jamie » Russell, né le 23 avril 1952, à Niagara Falls, en Ontario, est un ancien joueur canadien de basket-ball. Il évolue durant sa carrière au poste d'ailier.